# J. Schmalz
La ditta J. Schmalz GmbH fu fondata nel 1910 come fabbrica di lamette da barba a Glatten, nella Foresta Nera. Nel corso degli anni, la gamma dei prodotti è cambiata: dalle lamette da barba, agli apparecchi di trasporto, fino ai componenti per il vuoto, ai sistemi di movimentazione, di presa e bloccaggio con il vuoto.
L'azienda è leader mondiale nel settore della tecnica di bloccaggio con il vuoto ed è uno dei fornitori leader di tecnologia del vuoto nel campo della tecnica di automazione e movimentazione; oggi conta circa 850 dipendenti (stato: 2014). La rete di distribuzione internazionale comprende 16 filiali in Cina, Finlandia, Francia, India, Italia, Giappone, Canada, Corea, Paesi Bassi, Messico, Polonia, Russia, Svizzera, Spagna, Turchia e USA.

## Storia
Nel 1910 Johannes Schmalz ha fondato la “Fabbrica di lamette Johannes Schmalz” a Glatten. Il marchio “Glattis” era conosciuto in tutta la Germania ed era simbolo di grande successo, grazie a una vendita di 600.000 lamette al mese.
L'avvento del rasoio elettrico richiese però un cambio di orientamento. Grazie alle innovazioni nel campo dei veicoli leggeri, dal 1948 Artur Schmalz ha portato l'azienda a un ulteriore successo. Gli aeroporti sono stati attrezzati con rimorchi per i bagagli e scale mobili di Schmalz e i mobilifici hanno cominciato a integrare i nostri trasportatori nei loro processi produttivi. Nel 1984, con il passaggio della direzione a Kurt Schmalz, l'azienda ha avuto un nuovo orientamento e si è specializzata nella tecnologia del vuoto. Nel 1990 Wolfgang Schmalz ha assunto la direzione dell'azienda. Insieme i fratelli hanno trasformato l'azienda tradizionale in uno dei fornitori leader nel campo della tecnologia del vuoto.
Nel 1998 è nata la prima filiale in Svizzera. Oggi Schmalz ha una rete di distribuzione con oltre 17 filiali. Nel 2008 la superficie di produzione dell'azienda è stata ampliata a 10.170 m².

## Prodotti
La tecnologia del vuoto di Schmalz è conosciuta in tutti i settori dove è necessario movimentare, trasportare ergonomicamente o bloccare i pezzi nel processo di produzione.
- Componenti per il vuoto. I componenti per il vuoto di Schmalz offrono un supporto affidabile per soluzioni di movimentazione e automazione per una vasta cerchia di utenti e per i più svariati settori. L'ampia gamma di prodotti spazia dalle ventose a vuoto e i produttori di vuoto fino agli elementi per il fissaggio e il controllo del sistema.
- Sistemi di presa per il vuoto. I complessi sistemi di presa per il vuoto di Schmalz consentono un aumento decisivo della produttività nei processi di automazione. Gli impianti spaziano dai sistemi di stratificazione e presa per il vuoto su superfici, fino ai ragni di presa utilizzabili in tutti i settori dell'automazione.
- Sistemi di movimentazione con il vuoto. Sollevatori a vuoto ergonomici delle serie Jumbo e VacuMaster per la movimentazione dei pezzi e impianti gru adattati all'impiego individuale nelle aziende.
- Sistemi di bloccaggio con il vuoto. La tecnica di bloccaggio con il vuoto viene impiegata con le macchine di lavorazione a CNC per aumentare la produttività e la redditività.

## Economia costante
Per Schmalz la tutela ambientale è parte degli obiettivi aziendali quotidiani. Gli aspetti ecologici sono parte integrante dello sviluppo dei prodotti, della realizzazione dei processi di produzione, delle procedure aziendali e del risparmio energetico. Vengono impiegate in grande misura fonti energetiche rigenerative, come ad esempio energia solare, cippato, energia eolica e idrica. Oggi Schmalz è in grado di produrre più energia di quanta non ne richieda l'azienda stessa. Queste attività hanno già ricevuto numerosi riconoscimenti.

## Certificazioni e riconoscimenti

### Certificazioni
- DIN ISO 9001 (Gestione qualità) dal 1994
- DIN ISO 14001 (Gestione ambiente) dal 1997
- DIN ISO 50001 (Gestione energia) dal 2012
- Operatore Economico Autori - Semplificazioni doganali (AEO C) dal 2012

### Riconoscimenti
- Great Place to Work (2012, 2009, 2004)
- Migliore idea di montaggio (2011)
- Premio VR per l'innovazione (2010)
- Axia Award (2010)
- Organizzazione eccellente delle conoscenze (2009)
- 365 luoghi nel paese delle idee (2009)
- Impegno sociale (2008)
- Premio solare europeo (2007)
- Premio Dr. Rudolf Eberle (2006)
- Etica negli affari (2005)
- Manager ecologico dell'anno (2004)
- Premio per l'ambiente BDI e Green Week Award (2004)
- Premio per l'ambiente per le aziende (2000)